# Burjan Voračický z Paběnic
Burjan Voračický z Paběnic (německy Burian Woracziczky von Babienitz, † po roce 1560) byl český šlechtic z rodu Voračických z Paběnic.

## Život
Burjan Voračický se narodil jako syn Jana z Paběnic. Měl bratry Mikuláše staršího (1525 - 1542 nebo 1547), Václava († po roce 1579) a Petra.
Měl děti, o nich však nejsou žádné informace.